# Świnia Góra (Rudawy Janowickie)
 Świnia Góra  (niem. Saukamm, 751 m n.p.m.) – wzniesienie w południowo-zachodniej Polsce, w Sudetach Zachodnich, w Rudawach Janowickich, w Górach Strużnickich.

## Położenie
Wzniesienie położone w środkowej części Rudaw Janowickich, na północny zachód od Przełęczy Strużnickiej, około 1,5 km na zachód od Strużnicy. W masywie Dziczej Góry, wysunięta na zachód, w stronę Strużnicy i dobrze z niej widoczna. Wznosi się w Rudawach Janowickich, w ramieniu odchodzącym od Dziczej Góry w kierunku północno-zachodnim, w stronę Gór Sokolich, usytuowanym prostopadle do głównego grzbietu Rudaw Janowickich. 

## Opis
Jest to wzniesienie o kopulastym kształcie w postaci rozległego masywu ze słabo zaznaczonym wierzchołkiem na obszernej szczytowej wierzchowinie, o średnio stromych zboczach i stromym zboczu zachodnim.

## Skałki
Na grzbiecie opadającym ku północnemu zachodowi znajdują się skałki: Obła i Czartówka oraz opuszczony kamieniołom Pieklisko. Na zachodnim i północno-zachodnim zboczu Świniej Góry znajdują się liczne, ciekawe grupy skalne: Diabelski Kościół, Żółta Skała, Świnki, Mniszek, Kamienna Twarz (nazwy nadane przez wspinaczy). Wokół skałek, a zwłaszcza pod nimi występują liczne bloki skalne.

## Budowa geologiczna
Góra zbudowana jest z waryscyjskich granitów karkonoskich. 

## Roślinność
Zbocza i szczyt w całości porasta monokultura świerkowa, wprowadzona w miejsce dawnych lasów regla dolnego. Miejscami występują zarośla brzozowe oraz wyręby.

## Ochrona przyrody
Wzniesienie położone jest w Rudawskim Parku Krajobrazowym.

## Turystyka
Szczyt Świniej Góry jest dostępny dla turystów, prowadzi do niego ścieżka oraz droga. Na wschodnim zboczu ok. 50 m poniżej szczytu górę trawersuje Grzbietowa Droga.
Na górę można dojść ze Strużnicy żółtym szlakiem przez Przełęcz Strużnicką poniżej Rozdroża pod Bielcem. (Ze Strużnicy idąc żółtym szlakiem w lesie na drodze przechodzimy przez betonowy mostek Karpnickiego Potoku. Za mostkiem skręcamy w lewo na ścieżkę, następnie drogą leśną w kierunku masywu Lwiej Góry ze Starościńskimi Skałami).

## Bibliografia

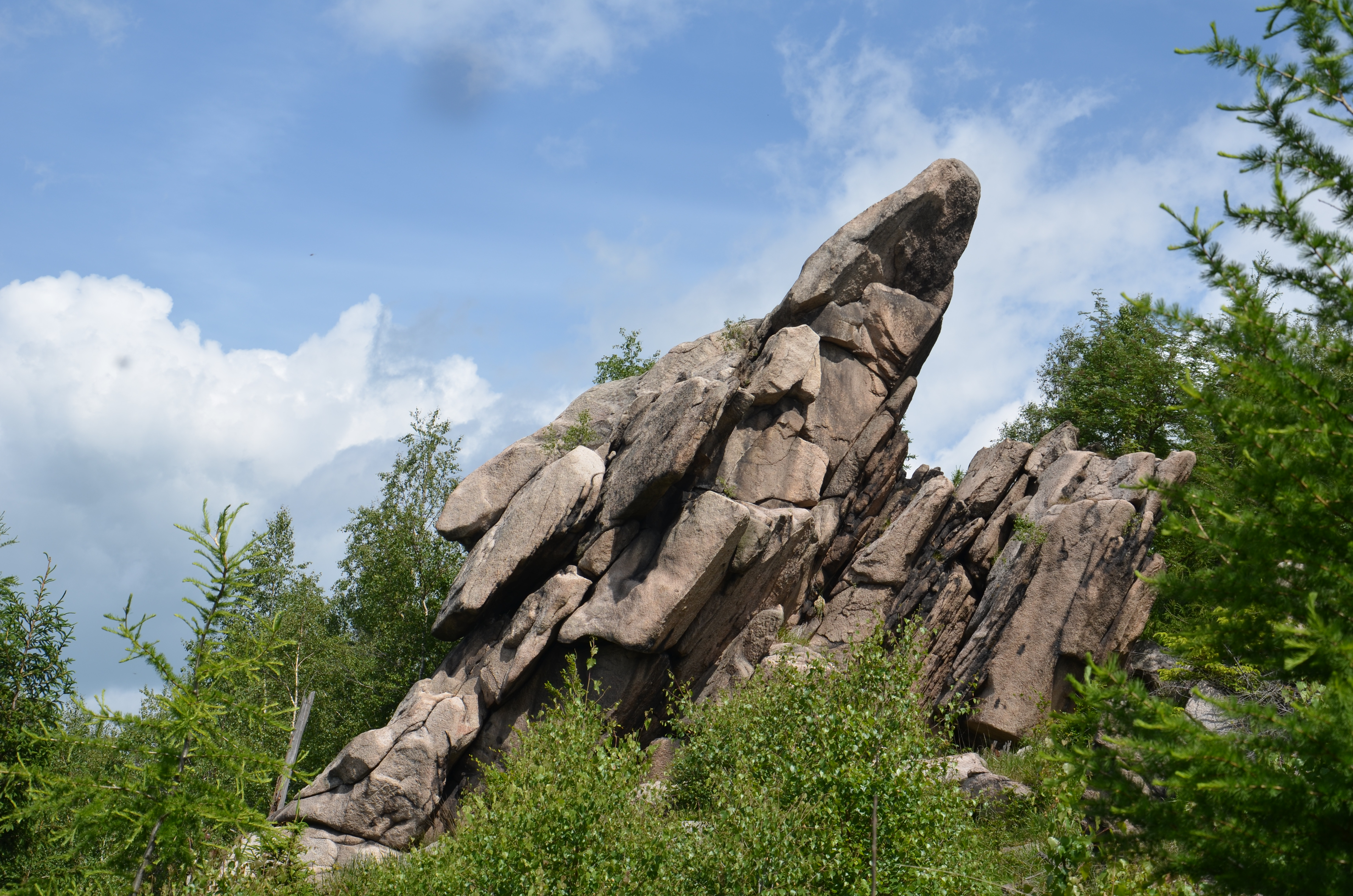
Mniszek na zboczu Świniej Góry
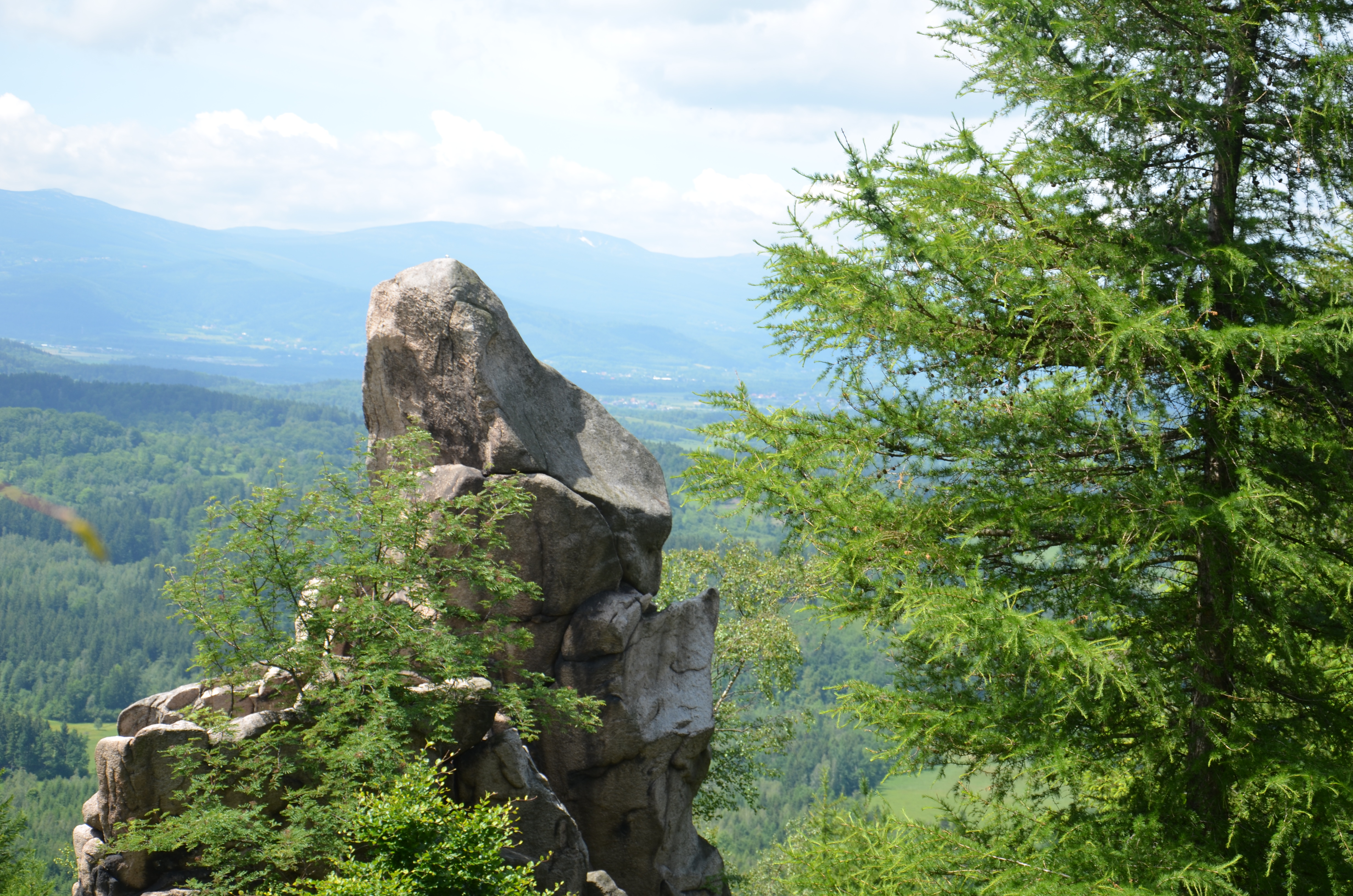
Strużnickie Skały w Masywie Świniej Góry
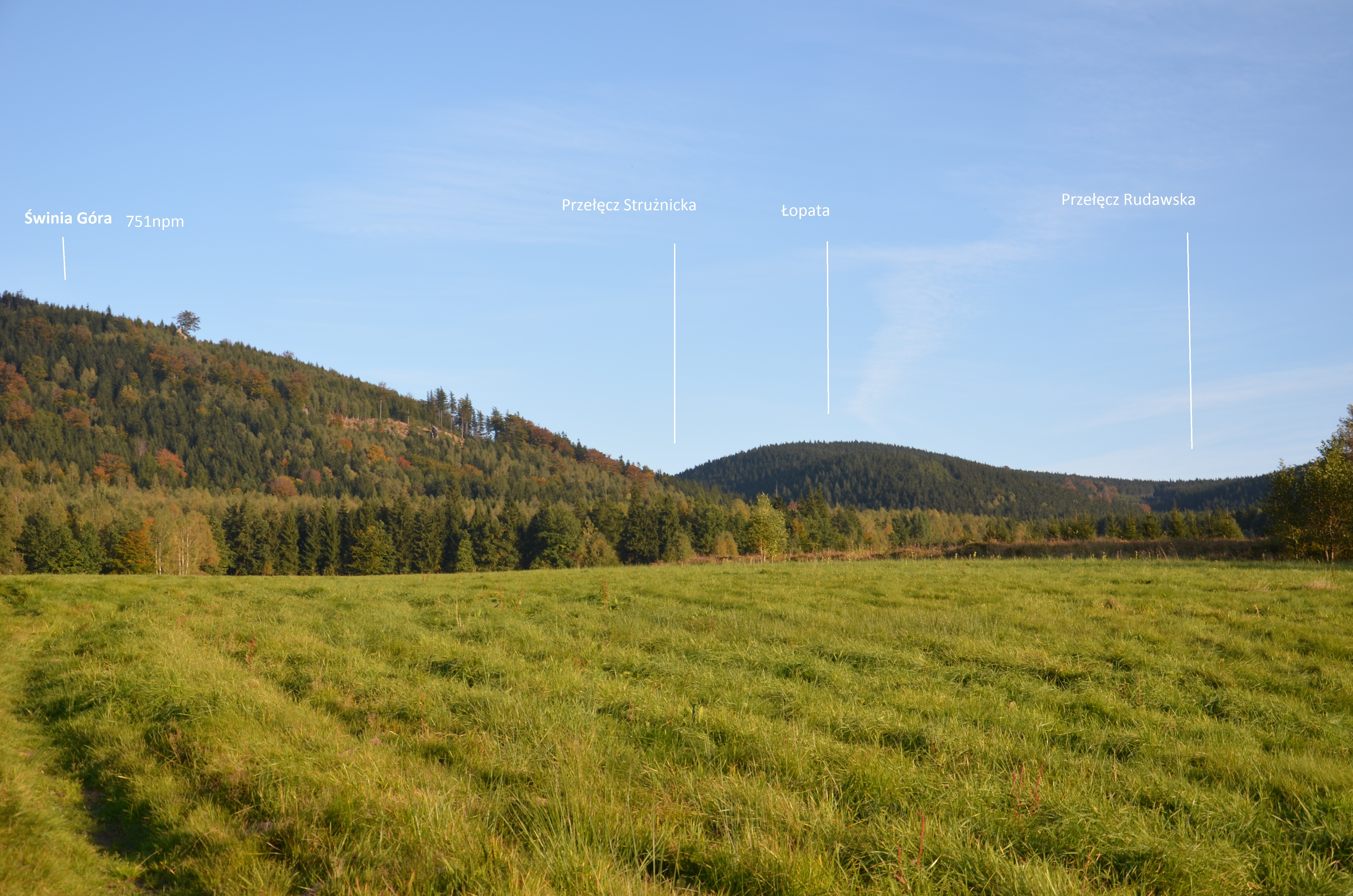
Widok ze Strużnicy na Przełęcz Strużnicką i Świnią Górę